# Gespräche mit Hitler
Gespräche mit Hitler ist ein von Hermann Rauschning verfasstes Buch, das Gespräche des Autors mit Adolf Hitler in den Jahren 1932–1934 dokumentieren sollte. Es erschien 1939 zum ersten Mal in Frankreich unter dem Titel Hitler m’a dit (etwa: Was Hitler mir sagte, wörtlich: „Hitler hat mir gesagt“). Nachdem bereits einige Historiker die Authentizität der Gespräche anzweifelten, wurde seit 1984 die fehlende Authentizität einer breiten Öffentlichkeit bekannt. Die Hitler-Zitate des Buches werden daher als nicht zitierfähig oder gar als Fälschung angesehen.

## Inhalt
Rauschning dokumentiert in dem Band angebliche Gespräche mit Hitler, die er während seiner Tätigkeit als Politiker in Danzig geführt haben will, zunächst als Vorsitzender des Danziger Landbundes und später in seiner Funktion als Präsident des Danziger Senats. Er gibt im Vorwort der Schrift an, er habe nach den privaten Unterredungen handschriftliche Notizen gemacht und „vieles könne als nahezu wörtliche Wiedergabe gelten“.
Die Enthüllungen, die Rauschning in seinem Buch dokumentiert, betreffen zum einen solche Dinge, die bereits als Gerüchte kursierten, so zum Beispiel eine Beteiligung der Nationalsozialisten unter Führung von Hermann Göring am Reichstagsbrand oder ein möglicher Angriff auf Frankreich, der 1939 schon abzusehen war. Zum anderen bezog sich Rauschning auf Taten von Hitler, die zum Zeitpunkt der Niederschrift längst schon geschehen waren.
Ein Kapitel unter der Überschrift „Hitler privat“ stellt Adolf Hitler als tobenden, anscheinend wahnsinnigen Menschen dar, dessen Ausbrüche „Ausdruck einer Hemmungslosigkeit bis zum totalen Persönlichkeitszerfall“ seien. Diese Beschreibung ist zum Teil auf Äußerungen des früheren Reichskanzlers Heinrich Brüning zurückzuführen, der Hitler paranoide Züge und Wahnsinn nachsagte. Rauschning gab dessen Schilderungen als Erinnerungen eines Mannes aus Hitlers „engster täglicher Umgebung“ und als eigene Begegnung wieder.

## Entstehungsgeschichte
Nachdem Rauschning 1934 bei Adolf Hitler in Ungnade gefallen war und von seinem Posten als Präsident des Danziger Senats nach einem Misstrauensvotum zurücktreten musste, emigrierte er zuerst in die Schweiz und dann nach Frankreich. In Paris lernte er den Journalisten Emery Reves kennen und erzählte diesem von vielen Gesprächen mit Adolf Hitler. Reves drängte ihn, seine Erlebnisse zu publizieren. Rauschning selbst hatte aber Hitler tatsächlich nur etwa vier Mal getroffen und nie in einem Einzelgespräch. So erfand Rauschning wenig konkrete Zeitangaben und Orte und teilte seine wenigen persönlichen Erfahrungen um ein Vielfaches auf. Weitere Anregungen entnahm er Berichten von Bekannten, den Braunbüchern und der Tagespresse sowie einigen Sitzungen, an denen er in seiner Funktion als Senatspräsident teilnahm. Der damals mittellose Rauschning bekam einen Vorschuss von etwa 125.000 Franc.
Im Dezember 1939 veröffentlichte Rauschning das Buch unter dem Titel Hitler m’a dit („Hitler hat mir gesagt“) in Frankreich. Das Werk ist sehr viel schärfer verfasst als die spätere deutschsprachige Ausgabe, was wohl auf den Einfluss der Übersetzer zurückzuführen ist. Im gleichen Monat folgte eine englische Ausgabe mit dem Titel Hitler speaks („Hitler spricht“). Im Januar 1940 wurde mit The Voice of Destruction („Die Stimme der Zerstörung“) eine US-amerikanische Ausgabe gedruckt. Ebenfalls um diese Zeit folgte die erste deutschsprachige Ausgabe mit dem Titel Gespräche mit Hitler, die zunächst in der Schweiz erschien. 1940 hatte das Werk in Frankreich bereits eine Auflage von 220.000 Exemplaren erreicht. Es folgten zahlreiche weitere Auflagen und Übersetzungen in andere Länder und Sprachen.

## Wirkung
Nach der Veröffentlichung wurde das Buch zu einem Bestseller. Das Erscheinen setzte zudem die Führungsspitze des Dritten Reichs unter Druck. Da die Auflagen jedoch im Ausland erfolgten, gab es keine Möglichkeit, das Erscheinen des Buchs zu verhindern. Lediglich auf einige neutrale Länder, wie die Schweiz, Schweden oder Dänemark, konnte Druck ausgeübt werden, um eine weitere Veröffentlichung zu verhindern. Allerdings wurde zum Beispiel in der Schweiz die wesentlich schärfere französische Fassung importiert. Eine mutmaßlich geplante Gegenaktion des Reichsministeriums für Volksaufklärung und Propaganda verlief auf Grund des Krieges im Sande. Die zusammengetragenen Materialien zur Diskreditierung Rauschnings waren nach Kriegsende verschollen.
Besonderes Augenmerk legte die Öffentlichkeit auf die von Rauschning geschilderten Welteroberungspläne von Hitler, die Rauschning auf die Vereinigten Staaten und die Sowjetunion ausweitete, vermutlich, um auch dort Misstrauen gegenüber Hitler zu wecken. Hitler habe auch von einem „Bakterienkrieg“ gesprochen.
Nach dem Krieg verwendete die Sowjetunion Teile des Buches im Nürnberger Prozess gegen die Hauptkriegsverbrecher als Beweisdokument „USSR-378“. Auch die Geschichtsforschung, so zum Beispiel von Joachim C. Fest und Gerhard L. Weinberg, verwendete das Werk als Standardquelle.
Der Historiker Golo Mann lobte in der Einleitung zu einem Nachdruck eines anderen Werks Rauschnings, Revolution des Nihilismus, 1964, die visionäre Leistung Rauschnings, nicht aber ohne dessen konservative und verbitterte Einstellung in den Nachkriegsjahren zu bemängeln. Dennoch sagte er im Vorwort, in Rekurs auf ein Zitat des Schweizer Diplomaten Carl Jacob Burckhardt über Rauschning, dass dieser wohl „unter günstigerem Licht […] ein Staatsmann werden könne“.

## Einschätzung der Forschung
Beginnend kurz nach Veröffentlichung äußerten erste Stimmen Zweifel am Wahrheitsgehalt des Buches. So nannte unter anderem Friedrich Stampfer (ehemaliger Chefredakteur des SPD-Zentralorgans Vorwärts) Rauschning einen „Sensationsschriftsteller niederer Art […], der Wahrheit und Dichtung stark vermischt hat“. Klaus Vollhand widerlegte 1977 in seinem Werk Das dritte Reich und Mexiko angebliche Eroberungspläne Hitlers in Mexiko und wies diese als Fälschungen aus. Fritz Tobias konfrontierte  Rauschning mit seinen Argumenten gegen die Reichstagsbrand-Hypothese, doch dieser brach den Briefwechsel ab. Eberhard Jäckel sprach sich 1969 gegen die Verwendung des Werks als Quelle aus.
1972 erschien ein Vortrag von Theodor Schieder mit dem Titel Hermann Rauschnings „Gespräche mit Hitler“ als Geschichtsquelle, der das Werk als „Dokument von unbezweifelbarem Quellenwert“ bezeichnete, gleichzeitig jedoch einräumte, es sei „kein Quellendokument, von dem man wörtliche oder protokollarische Überlieferungen Hitlerscher Sätze und Sentenzen erwarten darf“. Rauschning selbst hatte ihm in einem Brief vom 22. Februar 1971 mitgeteilt, die Gespräche versuchten ein „Gesamtbild Hitlers“ zu geben, das „aus Notizen, aus dem Gedächtnis und sogar aus Mitteilungen anderer zusammengewoben“ sei. Schieder hatte bereits die Treffen Rauschnings mit Hitler auf etwa 13 eingegrenzt, wovon er aber nur für zwei konkrete Aktenbelege finden konnte.
Der schweizerische Geschichtslehrer Wolfgang Hänel legte 1984 in einem Vortrag der geschichtsrevisionistischen Zeitgeschichtlichen Forschungsstelle Ingolstadt weitere Indizien vor, dass die Gespräche gefälscht seien. Im gleichen Jahr veröffentlichte er das Ergebnis seiner Forschungen in einem Buch. Hänel hatte den Anreger der Gespräche Emery Reves wenige Monate vor dessen Tod im Oktober 1981 dazu bewegen können, die Entstehungsgeschichte des Texts zu erzählen, und diesen Bericht auf Tonband aufgezeichnet. Damit belegt er die Fälschung des Werks. Hänel weist außerdem darauf hin, dass Rauschning einige Erkenntnisse schlicht abgeschrieben habe, zum Teil aus Rauschnings eigenem Buch Die Revolution des Nihilismus, zum Teil aus Mein Kampf. Er habe sich außerdem bei Ernst Jünger, Erich Ludendorff, Karl Haushofer und sogar bei Guy de Maupassants Erzählung Der Horla bedient.
Hänels Forschungen wurden in der Presse mit großem Interesse aufgenommen. Es gab aber auch Widerspruch gegen Hänels These: Martin Broszat etwa glaubte an eine „innere Authentizität“ der Gespräche und verwies darauf, dass Hänels Fälschungsthese nur auf dem Tonbandprotokoll beruhe, also einer mündlichen Aussage, die Jahrzehnte nach den geschilderten Ereignissen gemacht worden sei. Der Militärhistoriker Bernd Lemke forderte eine differenzierte Sichtweise des Werkes und bezog sich dabei auf eine mit einer ausführlichen Einleitung durch den Historiker Marcus Pyka versehenen Neuausgabe von Rauschnings Buch 2005. Lemke nennt mehrere Übereinstimmungen von Hitler-Zitaten bei Rauschning und in der als authentisch geltenden Schrift „Hitlers Tischgespräche im Führerhauptquartier 1941–1942“, von Henry Picker. Daher habe das Buch „Diffamierung […] keinesfalls verdient“. In Teilen, vor allem in den beiden Schlusskapiteln, stelle es „eine Mischform zwischen Literatur und historischer Quelle“ dar.
Die meisten Historiker vertreten heute die Auffassung, dass die Gespräche wenig bis keinen Anspruch auf Authentizität erheben können. So handelt es sich nach Ian Kershaw bei Rauschnings Darstellung um „ein Werk, dem man heute so wenig Authentizität zumisst, dass man es besser ganz außer acht lässt“, während die Enzyklopädie des Nationalsozialismus von „gut erfundenem Propagandamaterial gegen den NS“ spricht. Richard J. Evans urteilt: „Tatsächlich war nichts an Rauschnings Buch echt.“

## Buchausgaben
- Französisch: Hitler m’a dit. Confidences du Führer sur son plan de conquête du monde. Coopération, Paris 1939.
- Englisch: Hitler Speaks. A Series of Political Conversations with Adolf Hitler on his Real Aims. Thornton Butterworth, London 1939.
- Amerikanisch: The Voice of Destruction. Putnam, New York 1940.
- Norwegisch: Hitler har sagt det. Aschehoug, Oslo 1940.
- Deutsch: 
  - Gespräche mit Hitler. Europa Verlag, Zürich 1940.
  - Hitler. Gespräche und Enthüllungen. Paris 1940 (64-seitige Broschüre mit Auszügen aus Gespräche nebst Ergänzungen).
  - Gespräche mit Hitler. Mit einer Einführung von Marcus Pyka. Europa Verlag, Zürich 2005, ISBN 3-85665-515-8.